# Martin Bollacher
Martin Bollacher (* 2. Dezember 1940 in Stuttgart) ist ein emeritierter deutscher Germanist und Literaturwissenschaftler.

## Leben
Martin Bollacher studierte von 1960 bis 1966 Germanistik, Romanistik und Philosophie an der Eberhard-Karls-Universität Tübingen, der Freien Universität Berlin und der Université de Rennes. 1961 erfolgte die Aufnahme in die Studienstiftung des deutschen Volkes. 1966 legte er an der Universität Tübingen die Wissenschaftliche Prüfung für das Lehramt an Gymnasien in den Fächern Deutsch und Französisch ab und wurde 1969 mit einer Arbeit über Goethe und Spinoza bei Richard Brinkmann promoviert. Die Habilitation folgte 1977 in Tübingen mit einer Studie zum Problem religiöser Aufklärung in den Spätschriften Lessings. Von Februar bis Juni 1981 war er als Austauschdozent an der Washington University, St. Louis, tätig. Von 1986 bis zu seiner Emeritierung 2007 lehrte er als ordentlicher Professor für Neuere deutsche Literaturgeschichte an der Ruhr-Universität Bochum. Mehrere DAAD- und DFG-Kurzzeitdozenturen und Vortragsreisen führten ihn nach Südkorea und Japan (1998), Russland (2001), Georgien (2002 und 2015), Indien (2003), VR China (2004 und 2014).

## Forschung
Forschungsschwerpunkte Martin Bollachers sind historisch-exegetische und interkulturelle Aspekte in der Literatur der Aufklärung und der Goethezeit, der Romantik und des 20. Jahrhunderts, das Verhältnis zwischen Literatur und Philosophie/Theologie sowie die deutsch-französischen und deutsch-jüdischen Literaturbeziehungen. Seine Dissertation dokumentiert die in der Forschung lange geleugnete oder marginalisierte Bedeutung des niederländisch-jüdischen Philosophen Benedictus [Baruch] de Spinoza für Goethes Frühwerk. In der Habilitation werden Gotthold Ephraim Lessings Spätschriften (Veröffentlichung der Reimarus – Fragmente, Die Erziehung des Menschengeschlechts) im Rahmen der zeitgenössischen Aufklärungspositionen interpretiert. Weitere Arbeitsfelder sind – neben Wilhelm Heinrich Wackenroder und Ludwig Tieck sowie Heinrich Heine – insbesondere die Werke Johann Gottfried Herders (Geschichtsphilosophie, kommentierte Edition) und Elias Canettis (Poetologie, interkulturelle Bezüge).

## Schriften

### Autor
- Der junge Goethe und Spinoza. Studien zur Geschichte des Spinozismus in der Epoche des Sturms und Drangs. Max Niemeyer Verlag, Tübingen 1969. 253 S; Reprint und E-Book Walter de Gruyter, Berlin 2012. ISBN 978-3-11-138294-4. Online
- Lessing: Vernunft und Geschichte. Untersuchungen zum Problem religiöser Aufklärung in den Spätschriften. Max Niemeyer Verlag, Tübingen 1978. 361 S. ISBN 3-484-18052-8; Reprint und E-Book Walter de Gruyter, Berlin 2016. ISBN 978-3-484-18052-9.
- mit Michael Behal, Jürgen Brummack, Bernhard Mann, Jürgen Walter. Heinrich Heine: Epoche – Werk – Wirkung. Arbeitsbücher für den literaturgeschichtlichen Unterricht. C. H. Beck, München 1980. 366 S. ISBN 3-406-07946-6.
- Wackenroder und die Kunstauffassung der frühen Romantik. Erträge der Forschung. Bd. 202. Wissenschaftliche Buchgesellschaft, Darmstadt 1983. 156 S. ISBN 3-534-08601-5.

### Herausgeber
- Mithrsg. von Johann Gottfried Herder: Werke in zehn Bänden. Deutscher Klassiker Verlag, Frankfurt a. M. 1985–2000.
- Johann Gottfried Herder: Ideen zur Philosophie der Geschichte der Menschheit. Bd. 6 der Werke in zehn Bänden. Text und Kommentar. Frankfurt a M. 1989. 1214 S. ISBN 3-618-60760-1.
- mit Roger Henrard und Wim Klever. Studia Spinozana. Vol. 5: Spinoza and Literature. Königshausen & Neumann, Würzburg 1989. 475 S. ISBN 3-88479-546-5.
- Johann Gottfried Herder: Geschichte und Kultur. Königshausen & Neumann, Würzburg 1994. 414 S. ISBN 3-88479-816-2.
- mit Jürgen Brummack. Johann Gottfried Herder: Schriften zu Philosophie, Literatur, Kunst und Altertum 1774–1787. Bd. 4 der Werke in zehn Bänden. Text und Kommentar. Frankfurt a. M. 1994. 1486 S. ISBN 3-618-60740-7.
- mit Bettina Gruber. Das erinnerte Ich: Kindheit und Jugend in der deutschsprachigen Autobiographie der Gegenwart. Bonifatius, Paderborn 2000. 165 S. ISBN 3-89710-080-0.
- Wilhelm Heinrich Wackenroder und Ludwig Tieck: Herzensergießungen eines kunstliebenden Klosterbruders. Text und Kommentar. Reclam, Stuttgart 2005. 206 S. ISBN 3-15-018348-0.
- mit Thomas Kisser und Manfred Walther. Ein neuer Blick auf die Welt. Spinoza in Literatur, Kunst und Ästhetik. Königshausen & Neumann, Würzburg 2010. 275 S. ISBN 978-3-8260-4195-2.
- Mithrsg. der Bochumer Schriften zur deutschen Literatur. Neugermanistische Dissertationen. Peter Lang, Frankfurt a. M., Bd. 1 (1987) – Bd. 74 (2013).

### Varia
- Christian Kluwe / Jost Schneider (Hrsg.): Humanität in einer pluralistischen Welt? Themengeschichtliche und formanalytische Studien zur deutschsprachigen Literatur. Festschrift für Martin Bollacher. Königshausen & Neumann, Würzburg 2000. 349 S. ISBN 3-8260-1914-8.
- Oxana Zielke (Hrsg.): Nathan und seine Erben. Beiträge zur Geschichte des Toleranzgedankens in der Literatur. Festschrift für Martin Bollacher. Königshausen & Neumann, Würzburg 2005. 195 S. ISBN 3-8260-2901-1.
- Elias Canetti: Ich erwarte von Ihnen viel. Briefe 1932–1994. Hrsg. v. Sven Hanuschek und Kristian Wachinger. Hanser, München 2018. 864 S. Darin 10 Briefe an Martin Bollacher. ISBN 978-3-446-26019-1.